# Sigd

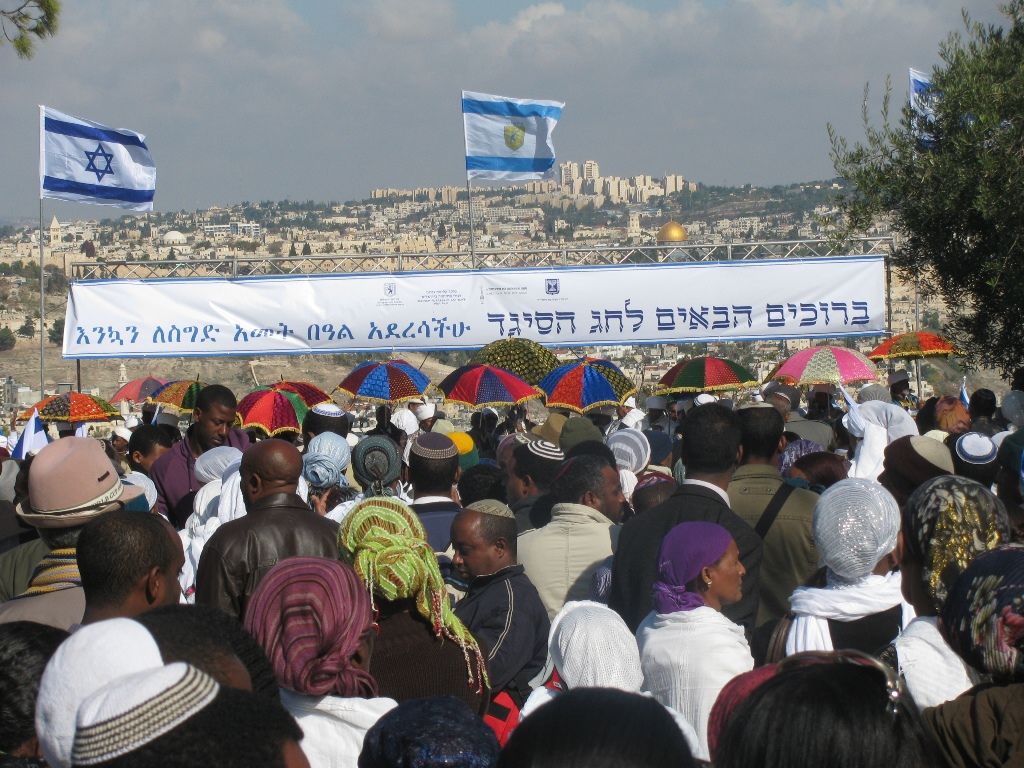
Äthiopische Juden versammeln sich 2011 zum Sigd-Fest in Jerusalem

Sigd (hebräisch סיגד; amharisch Niederwerfung, Anbetung, Fußfall, (auch: Mehlella ግዕዝ Gəʿəz)) ist der zentrale Feiertag der Beta Israel (äthiopischen Juden) und seit 2008 auch in Israel eingeführter Staatsfeiertag. Er wird am 29. Cheschwan, genau 50 Tage nach Jom Kippur begangen, der äthiopisch-jüdischen Überlieferung nach das Datum, an dem Gott sich Mose offenbarte. Äthiopische Juden fasten an diesem Tag.

## Bedeutung
Es gibt zwei mündliche Überlieferungen über den Ursprung von Sigd. Eine Überlieferung führt es bis ins 6. Jahrhundert zurück, in die Zeit von König Gebre Mesqel von Aksum, Sohn von König Kaleb (Ella Asbeha), als der Krieg zwischen Juden und Christen endete und sich beide Gemeinschaften voneinander trennten. Die zweite Tradition führt es ins 15. Jahrhundert als Folge der Verfolgung durch christliche Kaiser zurück.
Sigd symbolisiert die Annahme der Tora. Die Kahənat (Priester) haben eine Tradition des Feiertags beibehalten, der als Folge der Verfolgung durch christliche Könige entstand, während der sich die Kahənat in die Wildnis zurückzogen, um Gott um seine Barmherzigkeit zu bitten. Außerdem versuchten sie, die Beta Israel zu vereinen und sie daran zu hindern, die Hajmanot (Gesetze und Traditionen) unter Verfolgung aufzugeben. Also schauten sie auf das Buch Nehemia und waren inspiriert von Esras Präsentation des „Buches des Gesetzes Mose“ vor der Versammlung Israels, nachdem es ihnen während des babylonischen Exils verloren gegangen war.

## Feierlichkeiten

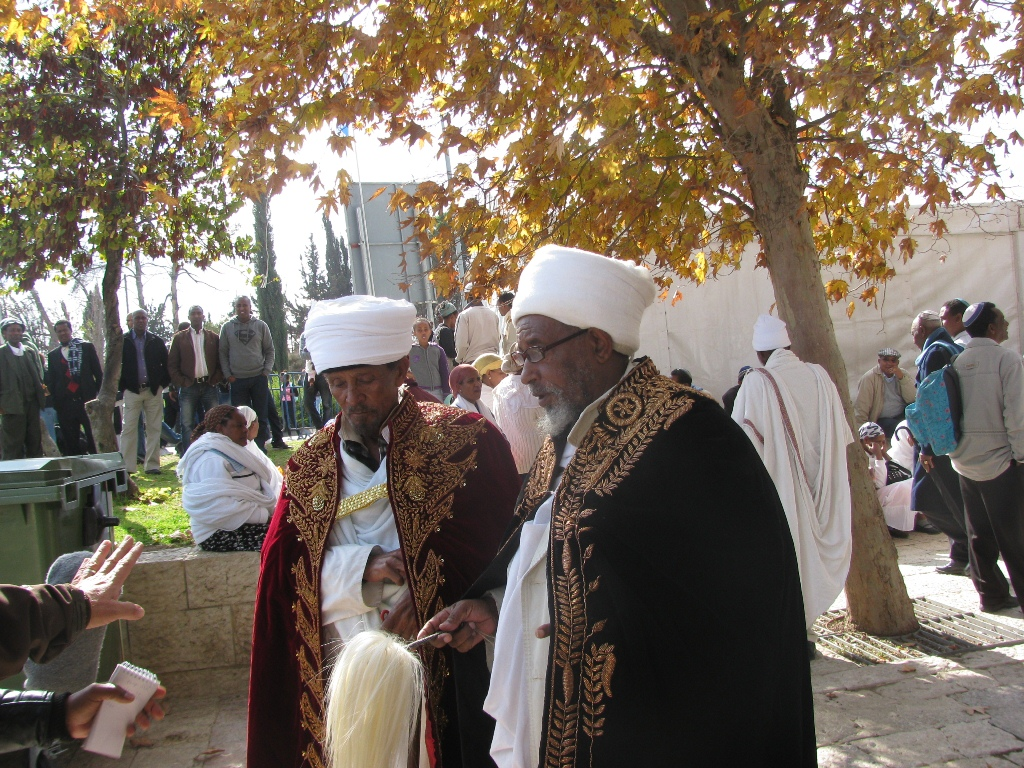
Äthiopische Kessim beim Sigd-Fest in Jerusalem, 2011

Traditionell pilgerten die Beta Israel zum Gedenken an die Appelle der Kessim (Bezeichnung für Rabbiner) und die daraus resultierende Massenversammlung jedes Jahr nach Midraro, Hoharoa oder Wusta Tsegai (möglicherweise der Ort der Befreiung von der Christenverfolgung), um sich als religiöse Gemeinschaft zu festigen. Der Aufstieg auf den Berg erinnert rituell an die Übergabe der Tora am Berg Sinai.
Heutzutage fasten die Mitglieder der Gemeinde, rezitieren Psalmen und versammeln sich an der Jerusalemer Armon-HaNetziv-Promenade, von wo sie zum Tempelberg herabblicken, und wo Kessim aus dem Orit (dem Oktateuch) lesen. Auf das Ritual folgen am Abend das Fastenbrechen mit Feierlichkeiten, einschließlich fröhlichen Tänzen.

## Kalender
| Jüdisches Jahr | Gregorianisches Datum |
| -------------- | --------------------- |
| 5785           | 30. November 2024     |
| 5786           | 20. November 2025     |
| 5787           | 9. November 2026      |
| 5788           | 29. November 2027     |

Der Festtag beginnt, wie bei allen jüdischen Festen, bereits am Vorabend und endet am Abend des genannten Tages.